# Spanjekruis
Het Spanjekruis (Duits: Spaniënkreuz) was een Duitse onderscheiding die tussen 1936 en 1939 aan Duitse militairen werd uitgereikt die aan de zijde van Francisco Franco en zijn coalitie van conservatieve en falangistische krachten in de Spaanse Burgeroorlog vochten.
De onderscheiding werd op 14 april 1939 door de Duitse Führer en rijkskanselier Adolf Hitler bij decreet ingesteld. Het kruis was bestemd voor de soldaten en officieren van de Duitse Wehrmacht die in het Condor Legioen hadden gediend. De aanhef van het decreet was: Zum sichtbaren Ausdruck meiner Anerkennung und meines Dankes für die Verdienste deutscher Freiwilliger an der Niederwerfung des Bolschewismus im spanischen Freiheitskampfe stifte ich das „Spanien-Kreuz in 3 Klassen.
Twee fascistische staten; Duitsland en Italië, hadden troepen ingezet om Generaal Franco te steunen die in opstand was gekomen tegen de republikeinse regering in Madrid. De Spaanse regering werd gesteund door de Sovjet-Unie en de Internationale Brigade van linkse vrijwilligers. Ook de Duitse luchtmacht was in Spanje actief. Het Duitse leger in Spanje werd het Legioen Condor genoemd en omvatte in november 1936 136 vliegtuigen en ongeveer 5000 manschappen. Door de rotatie van manschappen deden ongeveer 20.000 Duitse militairen gevechtservaring op in Spanje.

## De onderscheiding
Het Spanjekruis werd in drie klassen toegekend. Voor actieve militairen waren er kruisen "met Zwaarden". Er was ook een speciale klasse (Duits: Sonderklasse), het Spanjekruis in Goud met Diamanten dat voor bijzonder opmerkelijke militaire successen werd toegekend. De klassen waren:
- Bijzondere Klasse: Spaans Kruis in Goud met Diamanten
- 1e Klasse: Spaanse Kruis in Goud
- 2e Klasse: Spaanse Kruis in Zilver
- 3e Klasse: Spaanse Kruis in brons

De twee lagere klassen werden met en zonder zwaarden uitgereikt. Het Spaanse Kruis in Goud en het Spaanse Kruis in Goud met Diamanten bestonden alleen in een uitvoering met zwaarden.
De statuten van 1939 bepaalden wie in aanmerking kwamen voor de kruisen met de zwaarden. Dat was afhankelijk van de in Spanje uitgevoerde taken. Het decreet noemt specifiek:
- de vrijwilligers
- Personeel van de marine, betrokken bij de luchtaanvallen op Ibiza of Palma de Mallorca en het bombardement van Almeria.

Zilveren en bronzen kruisen zonder zwaarden waren voorzien voor de koeriers van de luchtmacht, personeel van de krijgsmacht dat drie maanden lang bij het Legioen Condor of op schepen van de Duitse Kriegsmarine in de Spaanse wateren had gediend en vrijwillig in Spanje actieve burgers en ambtenaren.

## Het kruis
De meeste Spanjekruisen waren uit brons vervaardigd en werden verzilverd of verguld. Het model is dat van het achtpuntige kruis van Malta. In de armen van het kruis zijn vier kleine adelaars van het door de Duitse luchtmacht gebruikte model geplaatst. Deze adelaars dragen ieder een hakenkruis. Ook het centrale medaillon is van een hakenkruis voorzien. De kruisen met zwaarden zijn op twee gekruiste ontblote zwaarden gelegd. Kruisen met diamanten zijn van verguld zilver en werden met 14 briljanten van 0,7 karaat versierd. Het kruis werd als steckkreuz op de rechterborst gedragen. Daar moest het kruis vlak onder de nationaalsocialistische Bloedorde, dus op de borstzak van een uniform, worden gedragen.
Vergulde of verzilverde witmetalen kruisen, vergulde zilveren kruisen en massief zilveren kruisen komen voor. Het brons is altijd gepatineerd.

## Voordrachten en uitreikingen
De voordrachten werden door de Chef-staf van het Opperbevel van de Wehrmacht aan de presidentiële kanselarij voorgelegd. Alle gedecoreerden ontvingen een diploma dat de handtekening van Hitler droeg. Het Spanjekruis en het diploma bleven na de dood van de drager eigendom van de nabestaanden. De autoriteiten gingen uit van het volgende beleid:
- Het Spanjekruis in Zilver met Zwaarden werd toegekend aan personen die in de loop van de vijandelijkheden ook contact met de vijand hadden gehad.
- Het Spanjekruis in Goud met Zwaarden werd toegekend aan personen die zich hadden onderscheiden door initiatief, moed en dapperheid tijdens de gevechten.
- Het Spanjekruis in Goud met Zwaarden en Diamanten werd toegekend aan personen die zich, meer dan anderen, door middel van uitstekende en voorbeeldige daden hadden onderscheiden.

De eerste uitreiking van een Spanjekruis in Goud met Zwaarden en Diamanten vond op 31 mei 1939 in Hamburg plaats. Het kruis werd door de bevelhebber van de Lufwaffe, Rijksmaarschalk Hermann Göring opgespeld.
Al met al werden 26.116 kruisen toegekend. De verdeling was als volgt:
- Het Spanjekruis in Brons werd 7869 maal uitgereikt.
- Het Spanjekruis in Brons met Zwaarden werd 8462 uitgereikt.
- Het Spanjekruis in Zilver werd 327 maal uitgereikt.
- Het Spanjekruis in Zilver met Zwaarden werd 8304 maal uitgereikt.
- Het Spanjekruis in Goud met Zwaarden werd 1126 maal uitgereikt.
- Het Spanjekruis in Goud met Zwaarden en Diamanten werd 28 maal uitgereikt.

## Dragers van het Spanjekruis in Goud met Zwaarden en Brillanten

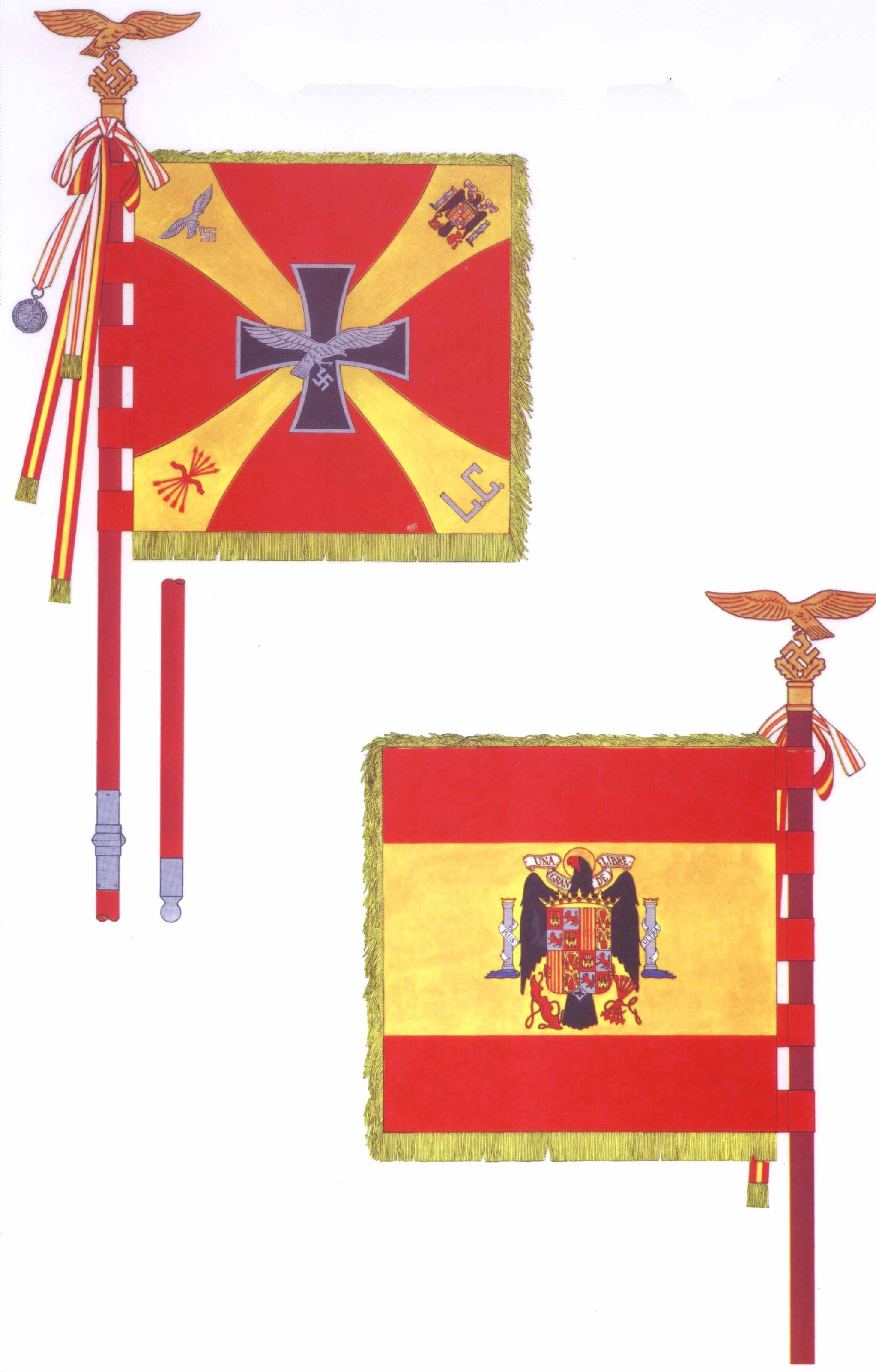
De vlag van het Legioen Condor

Alle kruizen in deze bijzondere klasse werden op 6 juni 1939 toegekend.
- Generaal der Vliegeniers Hugo Sperrle
- Generaal der Vliegeniers Helmut Volkmann
- Generaal-majoor Wolfram Freiherr von Richthofen
- Kolonel Paul Fehlhalber
- Kolonel Wilhelm Ritter von Thoma
- Luitenant-kolonel Karl Mehnert
- Majoor Martin Harlinghausen
- Majoor Karl-Heinz Wolff
- Kapitein Harro Harder
- Kapitein Günther Lützow
- Kapitein Werner Mölders
- Kapitein Rudolf Freiherr von Moreau
- Kapitein Wolfgang Neudörffer
- Kapitein Walter Oesau
- Kapitein Wolfgang Schellmann
- Kapitein Joachim Schlichting
- Eerste Luitenant Wilhelm Balthasar
- Eerste Luitenant Otto Bertram
- Eerste Luitenant Wilhelm Ennßlen
- Eerste Luitenant Adolf Galland
- Eerste Luitenant Max Graf Hoyos
- Eerste Luitenant Hans-Detlef von Kessel
- Eerste Luitenant Eberhard Kraft
- Eerste Luitenant Reinhard Seiler
- Eerste Luitenant Bernhard Stärcke
- Luitenant Oskar Henrici
- Luitenant Heinz Runze
- Luitenant Peter Boddem

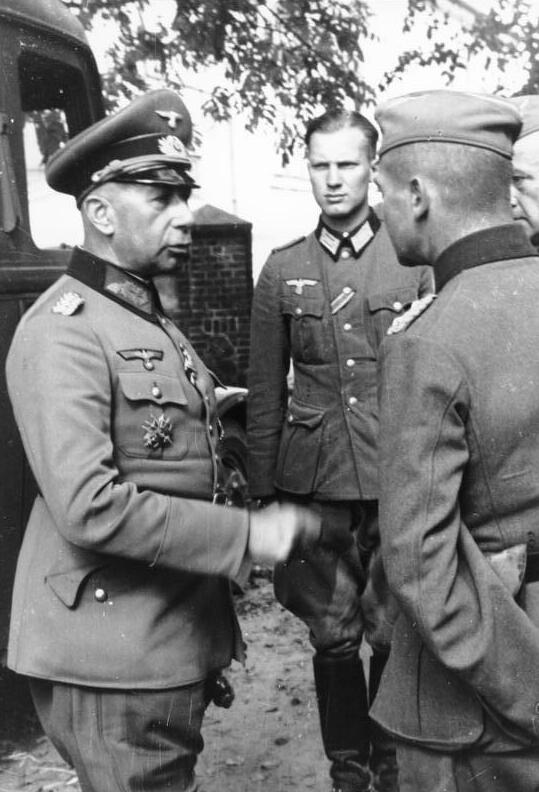
Walther Lucht, met het Spanjekruis
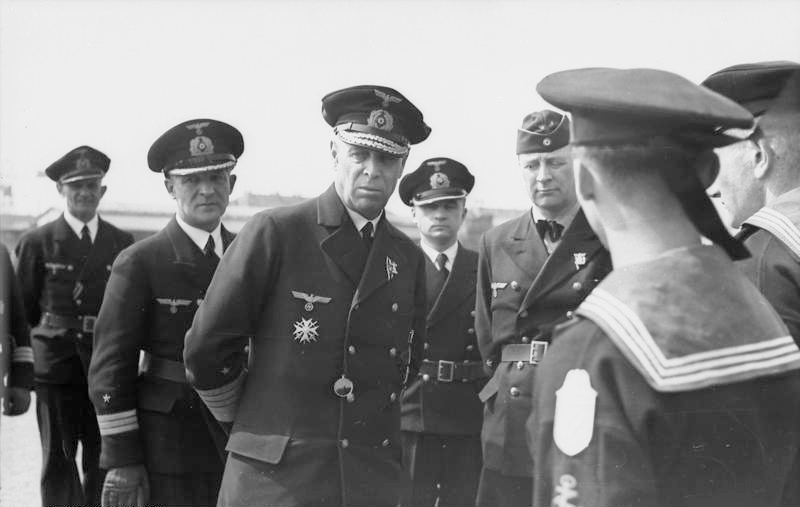
Admiraal Hermann von Fischel met het Spanjekruis
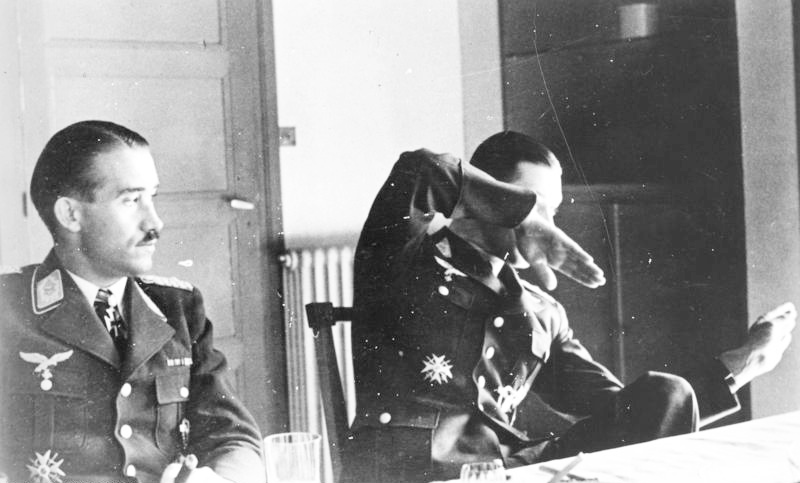
Adolf Galland und Werner Mölders met beiden het Spanjekruis met Zwaarden en Diamanten
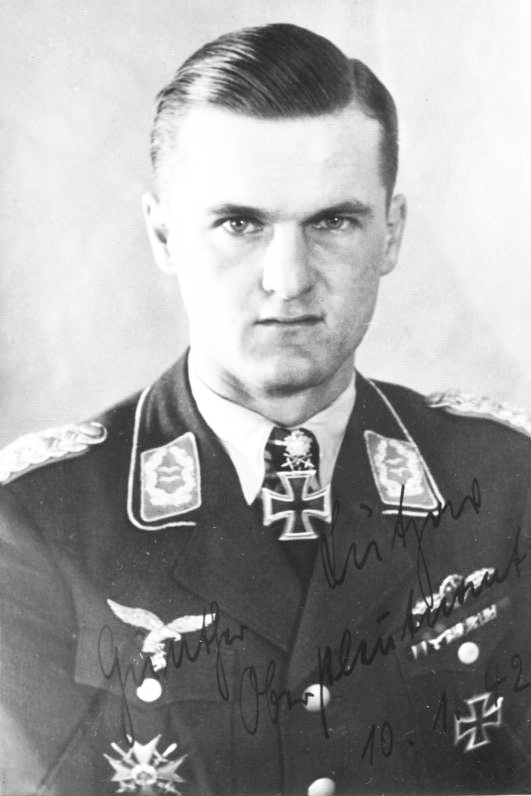
Günther Lützow draagt het kruis het Spanjekruis met Zwaarden en Diamanten
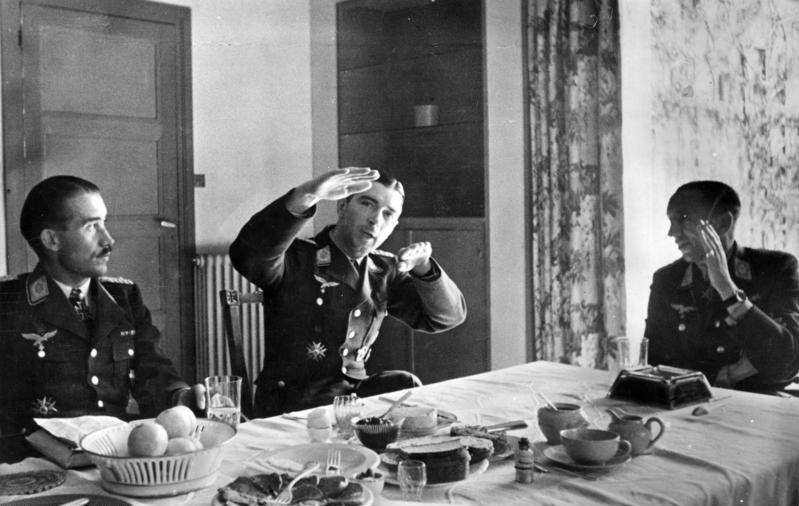
v.l.n.r.: Adolf Galland, Werner Mölders en Theo Osterkamp.

## Het Spanjekruis voor de nabestaanden
Het Erekruis voor Nabestaanden van Duitse Soldaten in Spanje (Duits: Ehrenkreuz für Hinterbliebene deutscher Spanienkämpfer) was een onderscheiding voor de nabestaanden van in Spanje omgekomen Duitse soldaten. De onderscheiding is zeldzaam.
Het Erekruis werd op 14 april 1939 door Adolf Hitler in een decreet ingesteld. Deze onderscheiding werd aan de nabestaanden van Duitse soldaten in het Condor Legioen uitgereikt.
Het decreet begint met de woorden " Zur Erinnerung an die heldenhaften Leistungen bei Niederwerfung des Bolschewismus im Spanischen Freiheitskampfe stifte ich ein Ehrenkreuz für Hinterbliebene deutscher Spanienkämpfer. Einzelheiten bestimmt die Satzung. Berchtesgaden, den 14. April 1939.".
Het Erekruis is bestemd voor de nabestaanden van Duitse vrijwilligers die
- a) zijn gesneuveld,
- b) stierven in gevangenschap,
- c) vermist worden,
- d) na een ongeval overleden,
- e) of als gevolg verwondingen, ongevallen en aan de deze opdracht gerelateerde ziekten zijn gestorven.

Gerechtigd om dit kruis te ontvangen was in de eerste plaats de weduwe van de gestorven militair. Wanneer deze er niet was dan volgden de oudste zoon, de oudste dochter, de vader, dan de moeder, de oudste broer, dan zijn oudste zus.
Het gepatineerde bronzen erekruis is kleiner dan het Spanjekruis maar lijkt daar verder sterk op. Tussen de vier armen is viermaal de adelaar van de Luftwaffe aangebracht. Deze draagt een hakenkruis in de klauwen. Ook op het centrale medaillon is een hakenkruis afgebeeld. Het kruis is aan een zwart lint met langs de randen een brede bies in de kleuren van de Spaanse vlag bevestigd. Tussen het zwart en het geel van de rood-geel-rode Spaanse kleuren is een smalle witte streep aangebracht.
De aanvragen voor de toekenning van het werden aan het opperbevel van de Wehrmacht gericht. Dergelijke aanvragen moesten worden vergezeld door verklaringen van de politie. Het was aan de Chef-staf van het opperbevel van de Wehrmacht om de voordracht vervolgens aan de presidentiële kanselarij, en daarmee aan Adolf Hitler, ter goedkeuring voor te leggen. Elk van de 315 toegekende Erekruisen voor Nabestaanden van Duitse Soldaten in Spanje ging vergezeld van een door Hitler zelf getekende oorkonde. Erekruis en oorkonde werden bezit van de familie.

## Het Spanjekruis na de Tweede Wereldoorlog
Deze kruisen zijn van een hakenkruis voorzien. Dat betekent dat het verzamelen, tentoonstellen en verhandelen van deze onderscheidingen in Duitsland aan strenge wettelijke regels is onderworpen.
De vier geallieerden hebben na de bezetting van Duitsland het dragen van alle Duitse orden en onderscheidingen, dus ook die uit het Duitse Keizerrijk van vóór 1918, verboden. Dat verbod is in de DDR altijd van kracht gebleven. Op 26 juli 1957 vaardigde de Bondsrepubliek Duitsland een wet uit waarin het dragen van onderscheidingen met daarop hakenkruizen of de runen van de SS werd verboden. Het dragen van dit insigne werd net als het dragen van de Orde van Verdienste van de Duitse Adelaar en het Ereteken voor de 9e November 1923, de zogenaamde "Blutorden", streng verboden. Het dragen van het Spanjekruis viel eveneens onder dit verbod.
Ook het verzamelen, tentoonstellen en afbeelden van de onderscheidingen van de Nazi's werd aan strenge regels gebonden. Een aantal onderscheidingen werd ontdaan van de hakenkruizen en soms van hakenkruis en adelaar. In deze gedenazificeerde uitvoering mochten de onderscheidingen worden gedragen.
Met het Spanjekruis is dat niet het geval.